# 府中市立府中第四中学校
府中市立府中第四中学校（ふちゅうしりつ ふちゅうだいよんちゅうがっこう）は、東京都府中市美好町二丁目にある公立の中学校である。

## 概要
1956年（昭和31年）4月1日に開校した。
1957年（昭和32年）廃校による府中市立府中第三中学校を統合
1960年（昭和35年）府中市立府中第三中学校へ一部分離
1968年（昭和43年）府中市立府中第七中学校へ一部分離
1969年（昭和44年）心障（特別支援）学級教室を設置
1980年（昭和55年）府中市立府中第十中学校へ一部分離

## 部活動

### 運動部
サッカー部　陸上部　テニス部　男子バスケ部　女子バスケ部　卓球部　ハンドボール部　バレーボール部

### 文化部
合唱部　演劇部　吹奏楽部　美術部　和太鼓部　１０組クラブ

## 学区
- 片町一丁目の全域
- 片町二丁目の37番及び38番以外の地域
- 宮西町三丁目の全域
- 宮西町四丁目の全域
- 宮西町五丁目の全域
- 寿町三丁目の全域
- 日鋼町の全域
- 西原町一丁目の1番及び2番
- 東芝町の全域
- 美好町の全域
- 分梅町一丁目の全域
- 分梅町二丁目の1から34番、35番（2、5、6、8）、37番（8）及び39から45番
- 分梅町三丁目の50番（5、21）51番及び56から62番以外の地域
- 分梅町四丁目の1番、2番、10番（1、2、12、19）、13から23番、24番（2、3、9、10）、27番（4、6）、28番（2、3、7から9、11から16、19から21）、29及び30番
- 本宿町一丁目の9番、10番（6から26）、11から17番、18番（5から12、21、22、25）、19番（2、4から8、11、12、14から19）、36番、38番、40番及び41番以外の地域
- 本宿町二丁目の22番及び24番以外の地域
- 本宿町三丁目の全域
- 本宿町四丁目の全域

## 交通
- 京王電鉄京王線・JR東日本南武線 分倍河原駅から徒歩10分

## 著名な出身者
- 浦沢直樹[2] - 漫画家
- 小室哲哉[2] - 音楽プロデューサー
- サッシャ - ラジオDJ、ナレーター
- 安めぐみ[3] - 女優、タレント